# Província de Chikugo
Chikugo (筑後国, Chikugo no kuni) foi uma antiga província do Japão na área que hoje é a parte sul da prefeitura de Fukuoka, em Kyūshū. Chikugo fazia fronteira com as províncias de Hizen, Chikuzen, Bungo e Higo.

Mapa das províncias japonesas (1868) cm a província de Chikugo em destaque

A antiga capital da província localizava-se próxima à atual Kurume; no Período Edo, a província foi dividida em dois feudos: o clã Tachibana ficou com o feudo no sul em Yanagawa, e o clã Arima ficou com o feudo no norte em Kurume.